# Otakar Španiel
Otakar Španiel (né le 13 juin 1881 à Jaroměř et mort le 15 février 1955 à Prague) est un sculpteur et un graveur tchécoslovaque.

## Biographie
Otakar Španiel a, entre autres, réalisé
- des médailles
  - la Médaille interalliée 1914-1918
- des pièces tchécoslovaques en Couronne tchécoslovaque :
  - les pièces de la série de la république, après la Seconde Guerre mondiale
- des sculptures
  - le mémorial J. Manes,
  - la Pieta de la tombe polických (Jaroměř),
  - une partie de la décoration de la porte de l'Ouest Saint-Víta (Prague)

Durant l'occupation nazie de la Tchécoslovaquie il fut interné dans un camp situé à Svatoborice-Mistrin. Il est le frère du général Oldrich Spaniel (1894-1963).